# Récepteur du facteur de croissance épidermique
Le récepteur du facteur de croissance épidermique, récepteur de l'EGF (Epidermal Growth Factor) ou EGFR est une protéine dimérique transmembranaire ; elle est composée de deux monomères (composés de deux sous-unités alpha/bêta). La sous unité alpha va permettre la réception de l'EGF et la sous-unité bêta va permettre la phosphorylation croisée. Cette protéine transduit le signal consécutif à sa liaison au facteur de croissance épidermique. C'est une protéine à activité tyrosine-kinase intrinsèque. Il présente des similitudes avec le récepteur de l'insuline. Il appartient à la famille RTK des récepteurs à activité tyrosine kinase. Son gène est l'EGFR porté par le chromosome 7 humain.

## Pathologie
Les mutations de ce récepteur dans les cellules non somatiques sont associées à plusieurs formes de cancer, en particulier celui du sein et du poumon. 

### Principales mutations
- Exon 19 : délétions (sensibilité aux inhibiteurs des tyrosines-kinases - TKI)
- Exon 20 : insertions, T790M, qui est une cause de la résistance au traitement[6].
- Exon 21 : L858R

## Thérapeutique ciblée
Des anticorps monoclonaux ciblant le récepteur de l'EGF (cétuximab, panitumumab et matuzumab) ou des petites molécules (inhibiteurs des tyrosines kinases tel que le géfitinib, erlotinib, afatinib, osimertinib et rociletinib) sont utilisés dans le traitement de certains cancers.